# Lars Persson (1833–1904)
Lars Persson (i riksdagen kallad Persson i Häljebol), född 28 november 1833 i Gillberga församling, död 13 februari 1904 i Gillberga, var en svensk hemmansägare och riksdagspolitiker.
Persson innehade hemmanet Häljebol i Gillberga församling. I riksdagen var han 1886–1893 ledamot av andra kammare, invald i Södersysslets domsagas valkrets. Han var även nämndeman, kommunalpolitiker och landstingsman.